# فيق
فيق بلدة سورية قديمة تقع في هضبة الجولان، سميت في القرون الوسطى أفيق. فتحها شرحبيل بن حسنة عام 683 م. تقع مدينة فيق فوق مرتفع يطل على بحيرة طبريا، على بعد 6 كم منها، وترتفع عنها أكثر من 500 متر. تبعد 50 كم إلى الجنوب من القنيطرة.

## تاريخ المدينة
يعود تاريخها يعود إلى العصر الآرامي ويذكر المؤرخون أن نقودًا خاصة سكت بها، وتنتشر فيها الكثير من الأنقاض الأثرية. خلال الاحتلال الفرنسي، كانت فيق مركزا لمنطقة الزوية التي قامت فيها ثورة ضد الفرنسيين. تحولت مدينة فيق إلى مركز منطقة تتبع محافظة القنيطرة في الجنوب الغربي لسورية. وصل عدد سكانها عام 1967 م إلى قرابة 2120 نسمة. احتلت إسرائيل المدينة خلال حرب حزيران 1967، ورافق ذلك هجرة سكانها إلى مناطق أخرى في سورية، خاصة حول دمشق.

## أعلام فيق
كان يسكن فيق عدد من أبناء العشائر العربية المسلمة أشهرها الذيابات والحجايرة، حيث كانوا يتملكون فيها مساحات واسعة من الأراضي، وقد سكن معهم بعض من الأسر المسيحية.
تعود أسرة رئيس الجمهورية العربية السورية أحمد الشرع، والذي كان زعيم هيئة تحرير الشام التي أسقطت نظام بشار الأسد، إلى قرية جبين التابعة لبلدة فيق، حيث ولد والده حسين الشرع في بلدة فيق ودرس في ثانويتها، وكانت أسرة مشهورة بالعلم وكان لهم دور نضالي بارز مع بقية العشائر العربية في منطقة الزوية ضد العثمانيين .

## معلومات عن القرية
- انتشرت في البلدة زراعة الحبوب والبقول والسمسم، وأشجار الزيتون والتين، وتربية الأبقار والأغنام.
- عرفت البلدة نشاطًا تجاريًا جيدًا، وكان فيها 3 معاصر زيتون، ومحطة للرصد الجوي ومستوصف صحي ومدرستين إعدادية وثانوية.
- احتلتها قوات الجيش الإسرائيلي في حرب حزيران عام 1967 م، وتعرضت مبانيها للتدمير.